# Сардури IV
Сардури IV (Сардур IV, Сардури, сын Сардури) — царь государства Урарту периода его упадка, годы правления ок. 625—620 гг. до н. э.
Во время правления Сардури IV, Урарту переживало закат своей государственности. Урартские цари постепенно утрачивали контроль над центром страны, и столица Урарту смещалась из города Тушпа, расположенного на берегу озера Ван, в город Тейшебаини, расположенный в Закавказье.
О последнем периоде истории Урарту в распоряжении учёных существует очень мало сведений. О Сардури IV фактически сохранилось лишь два упоминания, смысл которых вызвал дискуссию среди учёных. В более ранних исследованиях известный востоковед И. М. Дьяконов предполагал, что Сардури IV, будучи сыном Сардури III, не достиг совершеннолетия на момент смерти своего отца и уступил престол своему дяде Эримене. Впоследствии, после периода правления Русы III, около 600 года до н. э. Сардури IV взошёл таки на престол и стал последним правителем Урарту, современником разрушения крепости Тейшебаини. В более поздних исследованиях учёный Н. В. Арутюнян, имея возможность учесть находки археологических раскопок на Кармир-Блуре, полагал, что для конструкций Дьяконова нет оснований и что Сардури IV просто правил после своего отца. При этом сохраняется возможность, что Эримена был сыном Сардури IV, а также, что Эримена мог свергнуть с престола Сардури IV около 620 года до н. э. и стать основателем новой урартской династии. Современная наука не располагает достаточными сведениями, чтобы однозначно разрешить эти вопросы.